# La Esperanza, Jalpan de Serra
La Esperanza är en ort i Mexiko.   Den ligger i kommunen Jalpan de Serra och delstaten Querétaro Arteaga, i den centrala delen av landet, 240 km norr om huvudstaden Mexico City. La Esperanza ligger 959 meter över havet och antalet invånare är 163.
Terrängen runt La Esperanza är huvudsakligen kuperad, men österut är den bergig. Terrängen runt La Esperanza sluttar norrut. Runt La Esperanza är det ganska glesbefolkat, med 48 invånare per kvadratkilometer. Närmaste större samhälle är Tampate, 14,8 km öster om La Esperanza. I omgivningarna runt La Esperanza växer i huvudsak städsegrön lövskog.